# Diocesi di Solwezi
La diocesi di Solwezi (in latino Dioecesis Solveziensis) è una sede della Chiesa cattolica in Zambia suffraganea dell'arcidiocesi di Ndola. Nel 2024 contava 107.035 battezzati su 1.134.160 abitanti. È retta dal vescovo Charles Joseph Sampa Kasonde.

## Territorio
La diocesi è situata nella Provincia Nord-Occidentale dello Zambia.
Sede vescovile è la città di Solwezi, dove si trova la cattedrale di San Daniele.
Il territorio è suddiviso in 40 parrocchie.

## Storia
La prefettura apostolica di Solwezi fu eretta il 9 aprile 1959 con la bolla Quandoquidem haec di papa Giovanni XXIII, ricavandone il territorio dal vicariato apostolico di Ndola (oggi arcidiocesi).
Il 9 dicembre 1976 la prefettura apostolica è stata elevata a diocesi con la bolla Haec Romana di papa Paolo VI.
Inizialmente suffraganea di Lusaka, il 18 giugno 2024 in seguito all'elevazione della diocesi di Ndola ad arcidiocesi metropolitana è entrata a far parte della nuova provincia ecclesiastica.

## Cronotassi dei vescovi
Si omettono i periodi di sede vacante non superiori ai 2 anni o non storicamente accertati.
- Rupert Hillerich, O.F.M.Conv. † (30 agosto 1959 - 26 maggio 1969 deceduto)
  - Sede vacante (1969-1976)
- Severinah Abdon Potani, O.F.M.Conv. † (9 dicembre 1976 - 26 dicembre 1993 deceduto)
- Noel Charles O'Regan, S.M.A. (10 luglio 1995 - 1º ottobre 2004 nominato vescovo di Ndola)
  - Sede vacante (2004-2007)
- Alick Banda (30 maggio 2007 - 14 novembre 2009 nominato vescovo coadiutore di Ndola)[2]
- Charles Joseph Sampa Kasonde, dal 23 marzo 2010

## Statistiche
La diocesi nel 2024 su una popolazione di 1.134.160 persone contava 107.035 battezzati, corrispondenti al 9,4% del totale.
| anno | popolazione | popolazione | popolazione | presbiteri | presbiteri | presbiteri | presbiteri                | diaconi | religiosi | religiosi | parrocchie |
| anno | battezzati  | totale      | %           | numero     | secolari   | regolari   | battezzati per presbitero | diaconi | uomini    | donne     | parrocchie |
| ---- | ----------- | ----------- | ----------- | ---------- | ---------- | ---------- | ------------------------- | ------- | --------- | --------- | ---------- |
| 1970 | 3.946       | ?           | ?           | 14         |            | 14         | 281                       |         | 24        | 9         | 6          |
| 1980 | 21.700      | 310.000     | 7,0         | 21         | 6          | 15         | 1.033                     |         | 27        | 18        | 9          |
| 1990 | 27.000      | 331.000     | 8,2         | 29         | 12         | 17         | 931                       |         | 24        | 32        | 13         |
| 1999 | 57.858      | 491.019     | 11,8        | 37         | 16         | 21         | 1.563                     |         | 26        | 56        | 17         |
| 2000 | 61.523      | 503.221     | 12,2        | 35         | 17         | 18         | 1.757                     |         | 25        | 54        | 17         |
| 2001 | 63.662      | 513.285     | 12,4        | 37         | 18         | 19         | 1.720                     |         | 26        | 52        | 17         |
| 2002 | 64.936      | 523.551     | 12,4        | 40         | 21         | 19         | 1.623                     |         | 26        | 54        | 17         |
| 2003 | 66.062      | 528.786     | 12,5        | 33         | 17         | 16         | 2.001                     |         | 21        | 53        | 17         |
| 2004 | 67.048      | 682.191     | 9,8         | 26         | 17         | 9          | 2.578                     |         | 15        | 61        | 17         |
| 2007 | 76.000      | 720.000     | 10,5        | 34         | 15         | 19         | 2.235                     |         | 24        | 48        | 18         |
| 2014 | 95.683      | 882.000     | 10,8        | 45         | 24         | 21         | 2.126                     |         | 31        | 57        | 27         |
| 2017 | 100.160     | 957.760     | 10,5        | 47         | 28         | 19         | 2.131                     |         | 26        | 61        | 29         |
| 2020 | 98.620      | 1.045.000   | 9,4         | 21         | 21         |            | 4.696                     |         | 2         | 58        | 29         |
| 2022 | 104.120     | 1.103.270   | 9,4         | 30         | 30         |            | 3.470                     |         | 3         | 72        | 38         |
| 2024 | 107.035     | 1.134.160   | 9,4         | 30         | 30         |            | 3.567                     |         |           | 76        | 40         |